# 포토그래퍼 (2016년 영화)
포토그래퍼는 대한민국에서 제작된 지헌 감독의 2016년 스릴러, 멜로/로맨스 영화이다. 이인준 등이 주연으로 출연하였다.

## 출연

### 주연
- 이인준
- 이수진

### 조연
- 이혜진
- 김훈
- 이세희

## 제작진
- 책임프로듀서: 이수진
- 제작부: 이세진
- 조명: 김기혁
- 조명부: 이진혁
- 조명부: 김도은
- 스크립터: 이우주
- 조감독: 이정원
- 미술: 이호정
- 분장: 최다혜
- 의상: 이유나
- 의상: 이경민
- 의상: 박호정
- 사운드믹싱: 이현기
- 연출팀: 이지훈